# Barranc de Palomera (Rivert)
El barranc de Palomera, també anomenat torrent de Vall en el tram que discorre pel costat del poble de Rivert, és un barranc de l'antic terme de Toralla i Serradell, pertanyent actualment al de Conca de Dalt.
Es forma a l'Obaga de Palomera, a llevant de Roca Espatllada, des d'on davalla cap al sud-est, per anar al nord de Rivert, separant els dos nuclis que formen aquest poble, deixant lo Barri al costat de llevant. Just al capdavall del poble, troba el barranc de Ruganyers, i tots dos formen el barranc de Rivert.